# Auguste Groner
Pour les articles homonymes, voir Groner.
Auguste Groner, née Auguste Kopallik le 16 avril 1850 à Vienne et morte le 7 mars 1929, est une écrivaine et journaliste autrichienne, auteure de plusieurs romans policiers mais également de récits de science-fiction et d'ouvrages historiques. Le prix Goldene Auguste (de) porte son nom et récompense depuis 2009 des personnes ayant apporté une contribution majeure à la littérature policière féminine.

## Biographie
Auguste Kopallik naît à Vienne en 1850. Son père est comptable, fonctionnaire du gouvernement. Elle a deux frères : l'historien de l'église Joseph Kopallik et le peintre Franz Kopallik, connu pour ses aquarelles représentant des vues de Vienne. Elle a également une sœur, Marianne Kopallik, qui dirige plus tard la maison de son frère Franz.
Elle fréquente l'école de peinture du Musée des arts appliqués de Vienne, le Conservatoire de Vienne et l'institut de formation des enseignants. Elle devient institutrice en 1876, poste qu'elle gardera jusqu'en 1905. Elle épouse le journaliste et lexicographe Richard Groner en 1879,. Le couple vit dans une maison à Vienne, dans le quartier de Hietzing.
Elle commence à écrire vers 1882. Au départ, l'écrivaine polyvalente rédige des poèmes énigmatiques, des histoires de jeunesse et des histoires familiales historiques. À partir de 1890, elle publie de nombreux romans policiers et romans, dont certains sont traduits en scandinave et en anglais. En 1893, elle est honorée pour son travail par la section littéraire de l'Exposition universelle de Chicago. Elle recevra également la Grande médaille d'or avec portrait et devise de Franz Joseph I et un prix lors de l'exposition anniversaire de Vienne en 1898.
Auguste Groner invente le premier détective en série de la littérature de langue allemande, Joseph Müller, qui apparaît pour la première fois dans l'histoire Die goldene Kugel, publiée en 1892.
En 1894, elle fonde la Bibliothèque autrichienne de la jeunesse et le Journal autrichien de la jeunesse (supplément au Wiener Abendblatt). Car Auguste Groner est également journaliste. Elle écrit par exemple sur l'Exposition universelle de Chicago dans le journal viennois Tageblatt.
Elle apprécie en outre l'histoire. Elle rédige de nombreux ouvrages d'histoire folklorique et locale tout au long de sa carrière dont des histoires de l'ancienne Vienne (1891), un livre sur le passé de la ville contenant des dessins originaux à la plume de son frère Franz Kopallik (1892), une histoire patricienne viennoise du dix-septième siècle (1911), ou encore un rappel de l'histoire locale en 1926. Dans l'édition originale de ce dernier ouvrage (maison d'édition de Waldheim-Eberle A.G.) figure également une aquarelle de Franz Kopallik.
L'écrivaine est sensible à l'émancipation des femmes. L'Exposition universelle de Chicago en 1893 présente un « Pavillon de la Femme » (Woman's Building) géré par un bureau féminin et dans lequel est exposé uniquement des travaux de femmes. Auguste Groner offre treize écrits, pour lesquels elle recevra un prix, et, dans le journal viennois Tageblatt, insiste auprès de ses compatriotes féminines sur « l'immense importance » qu'il y a de coopérer avec les organisatrices.
Auguste Groner se fait parfois appeler Auguste ou August afin de masquer son sexe. Elle utilise également les pseudonymes Olaf Björnson, A. von der Paura, Renorga et Metis.
Auguste Groner meurt à Vienne en 1929. Elle est enterrée dans une tombe honorifique au Hietzinger Friedhof (groupe 4, numéro 88).

## Œuvres

### Nouvelles policières du détective Joseph Müller
- Das Geheimnis der Sylvesternacht In Auguste Groner, Wien, Teschen k k Hofbuchhandlung Karl Prochaska ohne Jahr, 1892, 200 p.

- (de) Auguste Groner, Mene Tekel : a tale of strange happenings (classic reprint)., Forgotten Books, 2022 (ISBN 1-330-57343-9 et 978-1-330-57343-3, OCLC 1356234801)

- (de) Auguste Groner, The case of the Golden Bullet, Europ. Hochsch.verl, 2010 (ISBN 978-3-86741-319-0 et 3-86741-319-3, OCLC 837531056)

- Der Brief aus dem Jenseits, Der seltsame Schatten, Wer ist es? et Nach zwanzig Jahren In Der Brief aus dem Jenseits. Kriminalnovellen, Verlag Das Neue Berlin, Berlin 1985

- Der Drudenfuß et Üppiges Gras In (de) Auguste Groner, Joseph Müller, Detektiv Criminalgeschichten, 2002 (ISBN 978-3-934273-30-6 et 3-934273-30-0, OCLC 76414695)

- Auguste Groner a également écrit les nouvelles Das Beichtgeheimnis, Der alte Herr, Warum sie das Licht verlöschte et Der Mann mit den vielen Namen.

### Romans fantastiques
- avec (de) Gerhard Lindenstruth, Der Unsichtbare unheimliche Erzählungen, 2004 (ISBN 978-3-934273-33-7 et 3-934273-33-5, OCLC 76520543)
- (de) Auguste Groner, Das Pharaonenarmband, Gießen, Verlag Lindenstruth, 2011 (ISBN 9783934273320)
- (de) Auguste Groner, Der rote Merkur Kriminalroman, 2011 (ISBN 978-3-902693-25-9 et 3-902693-25-8, OCLC 982488120)
- (de) Auguste Groner, Warenhaus Groß & Comp., 2012 (ISBN 978-3-8472-3779-2, 3-8472-3779-9 et 978-3-8472-7192-5, OCLC 920920940)
- (de) Auguste Groner, Das Haus im Schatten ein Joseph-Müller-Detektivroman ; mit 17 Originalillustrationen, 2013 (ISBN 978-3-934273-34-4 et 3-934273-34-3, OCLC 857248877)

### Ouvrages historiques
- (de) Auguste Groner, Geschichten aus Alt-Wien, 1891
- (de) Auguste Groner, Aus unserer Vaterstadt (Alt-Wien), 1892
- (de) Auguste Groner, Eva Bauernfeind. Eine Wiener Patriziergeschichte aus dem 17. Jahrhundert, 1911
- (de) Auguste Groner, So War Mein Wien, Wien – Leipzig, Verlag der Waldheim-Eberle A.G., 1926

## Critiques

### À propos de son œuvre

#### Das Pharaonenarmband
En 1897, un journaliste emploie les mots « simple », « sympathique » et « bonté » pour décrire Auguste Groner dont il vante également les talents d'enseignante et surtout d'écrivaine : « En 1893, elle publia aux éditions Philipp Reclam un petit volume de nouvelles policières extrêmement passionnantes et pleines d'esprit, et le Illustrierte Welt commença son édition de cette année par un roman policier dont l'originalité rappelle les œuvres du grand romancier anglais Haggard Rider : Das Pharaonenarmband ».

#### Nouvelles policières du détective Joseph Müller
En décembre 1909, la traductrice Grace Isabel Colbron publie un article dans la revue littéraire américaine The Bookman sur les romans policiers allemands et scandinaves. Après une longue discussion avec Augusta Groner, Grace Isabel Colbron conclut : « Le travail de Madame Groner est excellent et mérite d'être cité parmi les meilleurs des autres pays ». En 1910, Grace Isabel Colbron publie Joe Muller, Detective : Being the Account of Some Adventures in the Professional Experience of a Member of the Imperial Austrian, traduction en langue anglaise des nouvelles policières du détective Joseph Müller écrites par Augusta Groner.
Dans After Sherlock Holmes : The Evolution of British and American Detective Stories, 1891-1914 publié en 2014, Leroy Lad Panek analyse l'œuvre d'Augusta Groner : « Non seulement il est rare de trouver un agent du gouvernement comme héros dans les romans policiers de l'époque, mais Groner reflète également un portrait plus réaliste de la police que n'importe lequel de ses contemporains ».

### Parallèle avec Sherlock Holmes
Dans Science Fiction in America, 1870s-1930s : An Annotated Bibliography of Primary Sources publié en 1984, Thomas D. Clareson écrit que « Augusta Groner a créé le détective Joseph Muller que les critiques contemporains comparaient favorablement à Sherlock Holmes »,.
Dans After Sherlock Holmes : The Evolution of British and American Detective Stories, 1891-1914, Leroy Lad Panek évoque le parallélisme avec le héros de Sir Arthur Conan Doyle. Il écrit que dans ses nouvelles, Augusta Groner ne cache pas « le fait que Joe Muller est une réponse au Sherlock Holmes. En effet, Groner est tellement consciente du fait qu'elle écrit des histoires policières qu'elle fournit une introduction dans laquelle elle donne une biographie de son héros qui commence par noter que Joe Muller est en partie un renversement du personnage conventionnel du détective».

## Reconnaissance posthume
Depuis 2009, l'association européenne d'écrivains de romans policiers, Mörderische Schwestern (sœurs meurtrières), décerne tous les trois ans le prix Goldene Auguste (de) en guise de reconnaissance spéciale aux femmes ayant publié ce genre d'ouvrages. Le prix rend ainsi hommage à la première femme auteure à avoir introduit une série de romans policiers au début du vingtième siècle : Auguste Groner,.